# 政府 (ウクライナ)
ウクライナ閣僚内閣 (ウクライナかくりょうないかく、ウクライナ語: КабінетМіністрівУкраїни) 、または単にウクライナ政府 (ウクライナせいふ、ウクライナ語: Уряд України) は、ウクライナの行政機関。ウクライナ大統領およびヴェルホーヴナ・ラーダ (ウクライナ最高議会) に対して責任を負う。

## 権限

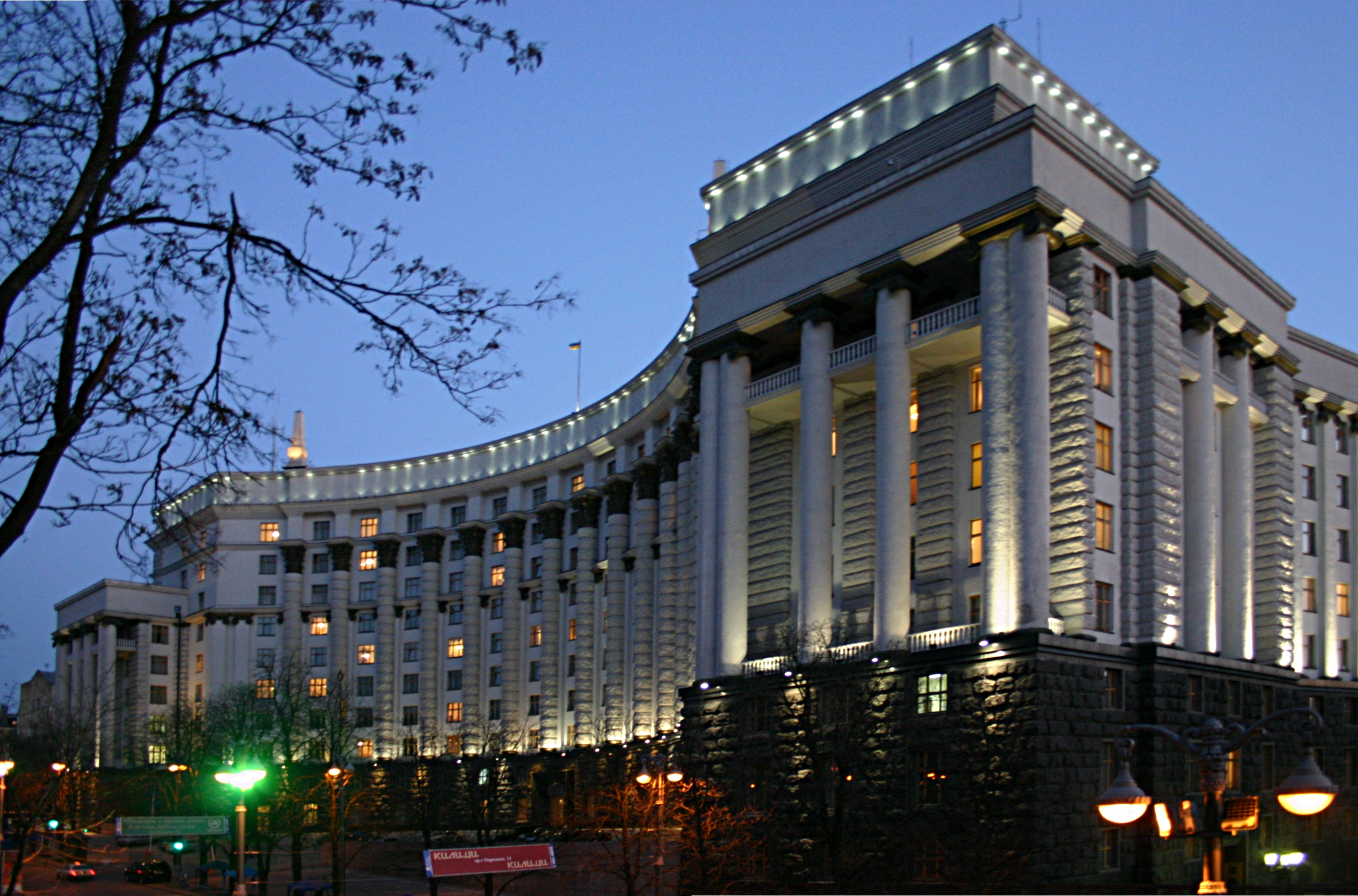
ウクライナ政府庁舎

内閣の職務は、ウクライナ憲法第116条に定められている。
1. ウクライナの国家主権と経済的独立、国家の内外政策の実施、ウクライナ憲法と法律の執行、ウクライナ大統領の行為を保証する。
2. 国民の権利と自由を確保するための措置を講じる。
3. 金融、価格設定、投資、課税政策の実施を確保する。また、国民の労働と雇用、社会保障、教育、科学と文化、環境保護、生態学的安全、自然利用の分野における政策を確保する。
4. ウクライナの経済、科学技術、社会、文化の発展に関する国家プログラムを策定し、実施する。
5. あらゆる形態の所有の平等な発展条件を確保し、法律に従って国有財産の管理を司る。
6. ウクライナ国家予算に関する法案を策定し、ウクライナ最高会議によって承認されたウクライナ国家予算の実施を確保し、その実施状況に関する報告書をウクライナ最高会議に提出する。
7. ウクライナの防衛能力と国家安全保障、公共秩序を確保し、犯罪と闘うための措置を講じる。
8. ウクライナの対外経済活動の実施および税関の運営を組織し、確保する。
9. 各省庁及びその他の行政権機関の運営を指導し、調整する。
10. ウクライナ憲法および法律、ならびにウクライナ大統領の行為によって定められたその他の機能を遂行する。

閣議には、ウクライナ大統領またはその代理が参加できる。最高議会の本会議中、議員は政府に対する質疑応答の時間を持ち、この時間には内閣が参加し、最高議会議員のすべての質問に答える。

### 権限
内閣は、執行が義務付けられている決議や命令を発行する。内閣、省庁、その他の中央行政機関の規範的法律行為は登録の対象となる。登録されていない場合、行為は無効となる。 (ウクライナ憲法第117条によって定められている) 
内閣は立法発議権も有し、最高会議に独自の法案を提出することができる。内閣の大臣および副大臣は、議会の会議に出席し、議論に参加することができる。毎年9月15日までに、内閣はウクライナ国家予算に関する法案を最高会議に提出する。

### 閣議
閣議は、内閣の閣僚の半数以上が参加する場合、全権委任とみなされる。大臣が会議に参加できない場合は、諮問資格を持つ副大臣が代理で出席する。また、内閣の閣僚の提案により、閣議に参加が許可された他の参加者に諮問資格が与えられる場合がある。会議は首相が主宰し、首相が不在の場合は第一副首相が代行する。
閣議の決定は内閣閣僚の過半数の賛成によって採択される。同数の場合は、首相の投票が優先される。
なお、閣議の一部はウクライナのテレビで生放送される。

## 行政官庁
2024年時点での行政官庁
- 内務省
- 外務省
- 国防省
- 法務省（英語版）
- 財務省（英語版）
- 保健省（英語版）
- 戦略産業省（英語版）
- 退役軍人省
- 文化・戦略コミュニケーション省
- 経済開発貿易農業省（ウクライナ語版）
- 環境保護天然資源省（英語版）
- デジタル改革省（英語版）
- エネルギー省（英語版）
- 地方・国土・インフラ発展省（ウクライナ語版）
- 社会政策省（英語版）
- 地域開発・建築・住宅・経済省（ウクライナ語版）
- 青年スポーツ省（英語版）
- 教育科学省
- 国民団結省（英語版）[5]

### 内閣直属の機関[4]
- ウクライナ国家統計局（ウクライナ語版）
- 経済安全保障局（ウクライナ語版）
- 国家原子力規制検査局（ウクライナ語版）
- ギャンブルおよび宝くじ規制委員会（ウクライナ語版）
- ウクライナ国家規制局（ウクライナ語版）
- 国有財産基金（ウクライナ語版）
- 国家公務員庁（ウクライナ語版）
- 国家汚職防止庁（ウクライナ語版）
- 独占禁止委員会（ウクライナ語版）
- 国家汚職防止庁（ウクライナ語版）

### 合議執行機関[4]
- 通信および情報化分野における国家規制委員会（ウクライナ語版）
- エネルギーおよび公共サービスの分野における国家規制のための国家委員会（ウクライナ語版）
- 国家証券および株式市場委員会（ウクライナ語版）

## 閣僚の任免
大統領が首相候補者を提案してから最高議会は5日以内に首相を承認しなければならない。また、大臣の承認および解任には議会での投票が必要である。大統領または国会議員の3分の1以上が賛成の場合は不信任投票を開始することができるが、議会会期中に1回のみである。
首相が辞任した場合は内閣全体が解散される。ただし、内閣の活動計画が承認されてから1年以内に内閣を辞任することはできないため、内閣成立後1年間は内閣の解散はできない。
大統領は、新内閣が発足するまでの最長60日間、内閣に職務の遂行を命じることができる。
内閣の閣僚は、首相の要請に基づいてウクライナ議会によって決定される。 (国防大臣と外務大臣は例外) 労働および国家奉仕に関する法律は、内閣の閣僚の規定をカバーしていない。内閣の役職は政治的なものであり、ウクライナ憲法およびウクライナ内閣法によって規制されている。
最高議会は閣僚に任命された国会議員の権限を停止する。